# Valdemar IV d'Anhalt-Dessau
Pour les articles homonymes, voir Valdemar IV.
Valdemar IV d'Anhalt-Dessau (mort après le 22 juillet 1417) fut un prince allemand de la maison d'Ascanie corégent de la principauté d'Anhalt-Dessau.

## Biographie
Valdemar IV est le fils aîné de Sigismond Ier et de son épouse Judith, fille de Gebhard XI, comte de Querfurt. Après la mort de son père 1405, Valdemar hérite de la principauté d'Anhalt-Dessau, conjointement avec ses jeunes frères Georges Ier, Sigismond II et Albert V conformément aux règles successorales de la maison d'Ascanie, qui stipulaient que les possessions de devaient pas être divisées. Il meurt célibataire et sans enfant et il a comme successeur ses frères et corégents.